# Tetrastemma hermaphroditica
Tetrastemma hermaphroditica är en djurart som tillhör fylumet slemmaskar, och som först beskrevs av Wilhelm Moritz Keferstein 1868.  Tetrastemma hermaphroditica ingår i släktet Tetrastemma och familjen Tetrastemmatidae. Inga underarter finns listade i Catalogue of Life.